# 黄谷精
黄谷精（学名：Xyris capensis var. schoenoides）为黄眼草科黄眼草属下的一个变种。

## 扩展阅读
- 維基物種上的相關：黄谷精